# Introduction générale à l'étude des doctrines hindoues
Introduction générale à l'étude des doctrines hindoues est un livre de René Guénon paru en 1921. C'est le premier ouvrage de cet auteur. René Guénon y explique ce qu'est une tradition  en général, terme qu'il ne peut appliquer qu'au cas des traditions anciennes et orthodoxes à l'exclusion de toutes celles que le monde moderne et occidental a générées ou transformées. Suit un exposé des principes et des points de vue, ou darshanas, selon lesquels peut être étudiée la tradition hindoue. Le livre se termine par un examen des interprétations occidentales fautives, d’après lui, ayant cours sur l'hindouisme.

## Contexte

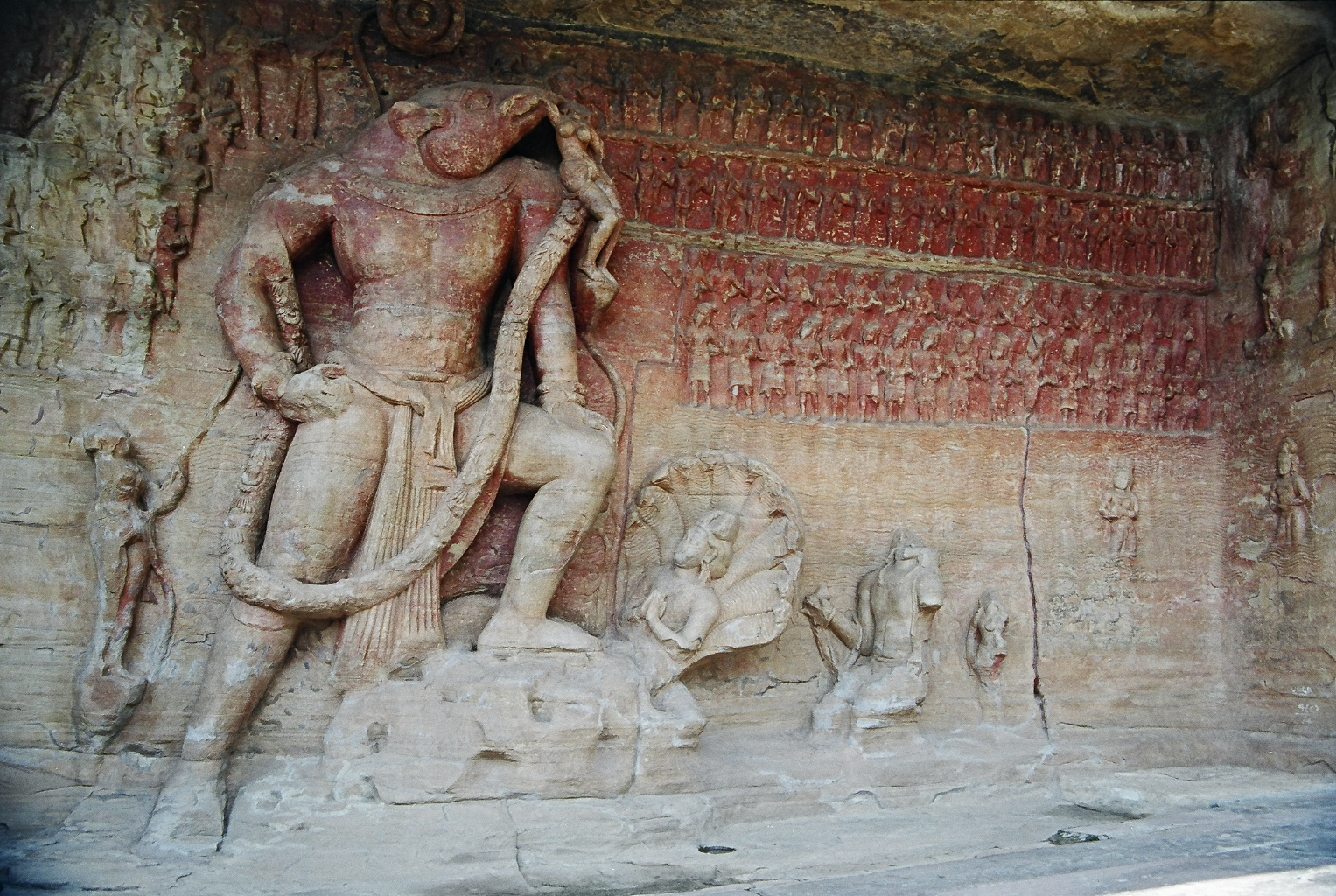
Vishnou sous la forme de Varâha surgit de l'océan et relève la terre (Bhumidevi) au bout de ses défenses de sanglier, Grottes d'Udayagiri, époque Gupta (de la fin du IIIe siècle aux alentours du milieu du VIe siècle). Guénon déclara dans lIntroduction aux doctrines hindoues que la tradition hindoue est celle qui est la plus proche de la Tradition primordiale. Le sanglier est, d'après lui, un symbole provenant de cette tradition primordiale. La « terre sacrée » polaire, siège du centre primordial de ce cycle de l'humanité, est appelée la « terre du sanglier » (Vârâhi) dans la tradition hindoue.

Pendant la période 1919-1920, Guénon rédigea son premier ouvrage, Introduction générale à l'étude des doctrines hindoues qu'il voulut présenter pour une thèse de doctorat. Il chercha d'abord à le faire éditer par Alcan qui publiait les grands universitaires de l'époque. Pour cela, il demanda l'avis à Lévy-Bruhl, l'un des plus éminents universitaires de l'époque et un ami de Jaurès, qui ne l'encouragea pas. Le livre fut accepté par la librairie Marcel-Rivière  qui publiait des livres essentiellement sur le syndicalisme et les sciences sociales, en particulier les œuvres de Georges Sorel. Mais la librairie éditait aussi la Revue de philosophie du Père Peillaube et c'est grâce au soutien de ce dernier et de Jacques Maritain que le livre fut accepté. Il obtint l'accord écrit de l'indologue Sylvain Lévi pour l'enregistrer comme sujet de thèse mais le rapport de Lévi pour la soutenance, bien que se terminant par un accord de pure forme, fut assez dur: « Il entend exclure tous les éléments qui ne correspondent pas à sa conception [...] tout est dans le Védânta [...] il est tout prêt à croire à la transmission mystique d'une vérité première apparue au génie humain dès les premiers âges de l'humanité, ». L'accord pour la soutenance fut donc refusé par le doyen. Comme l'a résumé Jean-Marc Vivenza, la vraie raison qui explique le refus de la thèse, raison qui synthétise tous les autres arguments, est le fait qu'il ne s'agissait pas d'un travail académique mais d'un livre écrit par un « pieux hindou orthodoxe » adepte de  l’Advaïta védanta dans la formulation d'Adi Shankara : Guénon répétait, même dans ses parallèles avec les autres traditions, ce que son « maître hindou »  lui avait enseigné. En particulier, il écrivit que les Védas étaient « infaillibles ». Sylvain Lévi, très intéressé par le sujet mais ne pouvant pas évidemment valider un travail académique remplaçant l'infaillibilité pontificale par celle des Védas, était prêt à accepter la thèse mais à la condition expresse que Guénon « arrondisse les angles ». Il lui demanda de remplacer systématiquement des phrases comme « les Védas sont l'expression de la vérité » par « les hindous pensent que  les Védas sont l'expression de la vérité », etc. Mais Guénon refusa toute concession. D'après Jean-Pierre Laurant, Guénon accepta très mal ce rejet de l'université qui allait devenir, pour lui, le symbole de tous les travers de l'Occident moderne mais ce lien entre la dénonciation de l'université par Guénon et la non-acceptation de sa thèse est contesté par d'autres auteurs. Il est à noter que Guénon chercha à se rendre en Inde durant la période où il rédigeait son livre mais son visa d'entrée fut refusé par les  autorités britanniques.

## Contenu
Le premier biographe de Guénon, Chacornac, écrivit que le titre n'était peut-être pas très heureux car la première partie du livre concernait la « Tradition » en général et pas seulement les doctrines hindoues. Il y précise tous ses concepts les plus importants : la notion de « Tradition », la métaphysique, la réalisation métaphysique, les différences entre religion et tradition, entre ésotérisme et exotérisme,.
D'après lui, seul l'Orient a conservé ce qu'il appelle « la Tradition ». L'Occident, depuis l'antiquité classique et la Renaissance a dévié,. Seule demeure en Occident l'élément religieux sous la forme catholique. Il dénonce le « préjugé classique »  qui fait remonter toute civilisation à  l'antiquité classique et considère que « le miracle grec »  correspond, au contraire, à une dégénérescence spirituelle, se traduisant, entre autres, par la transformation des symboles en représentations anthropomorphiques des Dieux qui tend vers l'idolâtrie. Pour Guénon, les orientalistes n'ont présenté, jusqu'à présent, cet Orient traditionnel que de l'extérieur. Pire, dans le cas de l'école allemande (par exemple Max Müller), ils ont cru pouvoir interpréter la pensée orientale sans même essayer de l'étudier avec des « maîtres spirituels » de ces traditions toujours vivantes. Ils en sont arrivés, par exemple, à juger la pensée hindoue dans le cadre de la théorie de la « race aryenne » (indo-germanique en allemand), race dont Guénon nie l'existence catégoriquement. Il dénonce aussi de façon véhémente les interprétations modernistes de la pensée orientale influencées par la pensée anglo-saxonne : il donne l'exemple de l'essai de vulgarisation de la doctrine de « l'illustre »
maître Râmakrishna par Vivekananda ou, ce qu'il considère comme pire encore, la récupération des doctrines hindoues par la Société théosophique.
Il subdivise l'Orient en trois grands ensembles : l'islam, l'Inde (ce qui comprend culturellement tout le sous-continent indien et l'Asie du sud-est) et la Chine (sous-entendu l'extrême-orient). Il mentionne un quatrième ensemble très important, le Tibet, mais préfère ne pas en parler dans le livre tant cette civilisation est inconnue en Occident à l'époque. L'islam est très étendue et est la seule tradition qui contient une dimension « religieuse » à proprement parler. L'islam joue un rôle intermédiaire entre l'Occident et l'Orient véritable. La Chine est la seule tradition fondée sur la race. La civilisation hindoue contient, au contraire, des races très différentes. Pour lui, la civilisation hindoue est celle qui dérive le plus directement de ce qu'il appelle la « Tradition primordiale ». Il identifie cette dernière à ce qui est désigné par le terme hindou de sanatana dharma. En d'autres termes, pour lui, c'est la tradition hindoue qui détient la connaissance spirituelle dans sa forme la plus pure durant les derniers millénaires. Cette tradition est fondée sur les Védas, textes sacrés qui servent de référence principale d'orthodoxie pour l'hindouisme comme pour Guénon. Pour Guénon, le Véda est quasiment synonyme de  « la Tradition ».
Il définit « la Tradition » : celle-ci s'identifie pour lui à la civilisation. Sa caractéristique essentielle est qu'elle a une origine « supra-humaine » (divine dans un langage théologique, mais Guénon inclut des traditions qui peuvent ne pas être théistes comme le taoïsme ou le bouddhisme). La « Tradition » n'est vivante que s'il existe des maîtres qualifiés, des enseignements et des rites authentiques qui conservent et transmettent ce contenu supra-humain. Pour lui, l'Occident moderne n'est plus une civilisation puisqu'il a perdu, du moins en grande partie, sa « Tradition ». Dans la « Tradition », il y a parfois (mais pas toujours) deux aspects : l'exotérisme et l'ésotérisme. L'exotérisme est la partie exposée aux yeux de tous, c'est la partie ouverte et clairement manifestée de la « Tradition ». Par exemple, ce sont les formes extérieures du judaïsme, du christianisme et de l'islam ou le confucianisme en Chine. L'ésotérisme correspond, au contraire, à l'aspect intérieur de la doctrine et s'adresse à des initiés qui peuvent comprendre plus ou moins profondément cet aspect intérieur. Dans certaines traditions, la partie ésotérique est organisée de façon relativement séparée : Guénon donne l'exemple du soufisme dans l'islam et de la Kabbale dans le judaïsme. Guénon déclare que l'ésotérisme est de nature différente de l'exotérisme. Ce n'est pas seulement la partie intérieure de l'exotérisme bien que, l'ésotérisme, dans le cas normal, prenne pour base et pour support un exotérisme spécifique. Ainsi, les soufis sont des musulmans et les Kabbalistes des juifs pratiquants. En revanche, les représentants de l'exotérisme peuvent ne pas reconnaître les groupements ésotériques. Par exemple, le soufisme et son plus grand maître Ibn Arabi sont considérés comme hétérodoxes par certains docteurs de l'islam. La même chose est vraie pour la doctrine de Adi Shankara dans la tradition hindoue ou la Kabbale dans le judaïsme. Mais pour Guénon, c'est Ibn-Arabi et Adi Shankara qui correspondent à la « super-orthodoxie », mais cette dernière n'est accessible qu'à une petite élite. Dans le cas des doctrines hindoues, la séparation entre ésotérisme et exotérisme n'existe pas : on passe de l'un à l'autre de façon continue.
Guénon utilise le mot religion dans un sens bien précis. Il s'agit d'une forme spécifique d'exotérisme, réunissant trois éléments : un dogme, une morale et un culte. Plus précisément, il associe la religion à l'exotérisme de traditions faisant jouer un rôle central au concept de création. Les trois monothéisme : judaïsme, le christianisme et l'islam, dans leurs formes publiques, sont donc des formes éxotériques religieuses. Le confucianisme est une forme exotérique mais non religieuse et même non théiste. La tradition hindoue a une forme théiste mais pas religieuse (la notion de manifestation remplace celle de création). D'après Guénon, les traditions  de l'antiquité du Moyen-orient, de l'Égypte, de la Grèce ou de Rome étaient des religions (car créationnistes) mais polythéistes (et pas monothéistes) dans leur forme exotérique. Guénon considère qu'aucune tradition, sauf dans des cas d'extrême dégénérescence, n'a jamais été purement polythéiste. Au moins, une petite élite (à caractère ésotérique) devait dépasser le polythéisme : par exemple, dans la Grèce ou la Rome antiques, la religion était polythéiste mais les néoplatoniciens professaient l'existence d'un principe unique.

Il introduit ensuite ce qu'il appelle la métaphysique et la réalisation métaphysique, notions qu'il développera beaucoup plus dans ses trois livres majeurs :  L'homme et son devenir selon le Vêdânta (1925), Le Symbolisme de la Croix (1931) et Les États multiples de l'être (1932). La métaphysique ne peut pas, à proprement parler faire l'objet d'une définition car, justement, la métaphysique a pour objet l'universel, c'est-à-dire l'illimité,,. L'« objet » ultime de la connaissance métaphysique est l'« Infini » lui-même, point qui sera  longuement développé dans  Les États multiples de l'être. Mais le terme d'« objet de la connaissance » est incorrect, car la métaphysique est précisément le domaine de la connaissance par identité du sujet et de l'objet : il n'y a donc pas de sujet qui connait un objet. La réalisation métaphysique fait appel à l'intuition intellectuelle qui ne laisse aucune distinction entre le sujet et l'objet et qui conduit à la certitude. Il affirme que du point de vue de la métaphysique, connaître et être est la même chose. La connaissance véritable, celle qui mène à la métaphysique, procède uniquement par identification du sujet et de l'objet et doit donc dépasser la raison, connaissance indirecte, procédant du mental. Il introduit dans le livre la notion d'intuition intellectuelle nécessaire pour atteindre la connaissance métaphysique de la façon suivante :
« 
En indiquant les caractères essentiels de la métaphysique, nous avons dit qu’elle constitue une connaissance intuitive, c’est-à-dire immédiate, s’opposant en cela à la connaissance discursive et médiate de l’ordre rationnel. L’intuition intellectuelle est même plus immédiate encore que l’intuition sensible, car elle est au-delà de la distinction du sujet et de l’objet que cette dernière laisse subsister ; elle est à la fois le moyen de la connaissance et la connaissance elle-même, et, en elle, le sujet et l’objet sont unifiés et identifiés. D’ailleurs, toute connaissance ne mérite vraiment ce nom que dans la mesure où elle a pour effet de produire une telle identification, mais qui, partout ailleurs, reste toujours incomplète et imparfaite ; en d’autres termes, il n’y a de connaissance vraie que celle qui participe plus ou moins à la nature de la connaissance intellectuelle pure, qui est la connaissance par excellence.
 »
Guénon n'utilise pas le mot hindouisme qui est une invention récente. La troisième partie du livre introduit les six Darshanas  présentés comme six points de vue complémentaires des doctrines hindoues dont la teneur métaphysique augmente progressivement pour culminer dans la sixième : le Vêdânta dont la formulation la plus élevée est, prétend-il, celle de  Shankara (au-dessus de celle de Ramanuja). Le Vêdânta traite de la métaphysique pure,.
La métaphysique pure dépasse le domaine de l'« Être », donc de l'ontologie : c'est la doctrine de la non-dualité au-delà de l'« Être » et du « Non-Être ». Le principe suprême n'est donc pas Sat l'équivalent de l'« Être », principe métaphysique qui correspond à l'origine de tout ce qui est dans la théologie des trois religions monothéistes ou chez Aristote. Sous une forme personnalisée Sat est  Ishvara, la notion la plus proche du Dieu créateur des religions monothéistes, d'après Guénon. Si Ishvara se situe infiniment au-dessus de toute individualité, il est encore un principe « qualifié » en tant qu'il est le principe de ce qui est. C'est pourquoi, le vrai principe ultime est le principe ultime infini, Brahma, principe de l'« Être » et du « Non-Être ».
Il considère que ce principe ultime se retrouve bien explicitement dans le taoïsme, le soufisme, la Kabbale mais est moins apparent en Occident. D'après lui, il n'apparaît clairement que durant ce qu'il appelle l'époque alexandrine. Cette période semble faire référence, chez lui, aux courants néoplatoniciens (il cite Plotin) et à certains   Pères grecs de  l'Église (il cite Clément d'Alexandrie). Il ne fait pas référence au Gnosticisme qu'il rejette avec véhémence,. Il déclare que, depuis cette époque, la métaphysique occidentale se limite à l'ontologie sous l'influence d'Aristote et Saint-Thomas d'Aquin (sauf pour certains groupes très restreints mais dont il ne reste pas de trace écrite). Beaucoup de commentateurs de Guénon vont prétendre retrouver, chez différents auteurs occidentaux, cette notion d'un principe ultime au-delà de l'« Être » : chez Damascius, chez des Pères grecs comme saint Basile de Césarée, saint Grégoire de Nazianze, ou saint Grégoire de Nysse appelant à dépasser le concept habituel de Dieu. Il sera souvent reproché à Guénon (en particulier par Frithjof Schuon) d'avoir mal connu la mystique rhénane et, en particulier, Maître Eckhart qui pose la notion de « Déité » (Gottheit) ineffable, infini, au-delà du concept de Dieu créateur. Il faut dire qu'au moment où il écrit ce livre, Guénon est très proche des milieux néothomistes, en particulier, de Jacques Maritain et   Noëlle Maurice-Denis qui n'acceptent pas la notion de « Non-Être » et considéreront les idées « orientales » de Guénon comme incompatibles avec la foi chrétienne.
L’importance centrale que Guénon fait jouer aux traditions hindoues dans sa présentation des doctrines traditionnelles révèle l’impact majeur qu’a eu sur lui le maître hindou du Vêdânta qu’il rencontra lorsqu’il avait 20-23 ans. En effet, comme l'écrivit Jean-Pierre Laurant « toute sa vie, René Guénon affirma avoir fondé ses certitudes sur les communications d'un maître hindou du  Vêdânta, autour de 1906, autour de sa vingtième année».

### Réception
La publication de l'Introduction générale à l'étude des doctrines hindoues lui valut une reconnaissance rapide dans les milieux parisiens,. René Grousset dans son Histoire de la philosophie orientale (1923) se référait déjà à l'œuvre de Guénon comme à un « classique ». L'ouvrage toucha de jeunes écrivains alors inconnus tels que Raymond Queneau, Henry Corbin ou André Malraux. Ce dernier dira   beaucoup plus tard que  l'Introduction générale à l'étude des doctrines hindoues fut, « à sa date, un livre capital » (Malraux lira d'ailleurs tous les livres de Guénon) .

### Table des matières
- Avant propos

- Première partie : Considérations préliminaires

Chapitre I. Orient et Occident

Chapitre II. La divergence

Chapitre III. Le préjugé classique

Chapitre IV. Les relations des peuples anciens

Chapitre V. Questions de chronologie

Chapitre VI. Difficultés linguistiques

- Deuxième partie : Les modes généraux de la pensée orientale

Chapitre I. Les grandes divisions de l'Orient

Chapitre II. Principes d'unité des civilisations orientales

Chapitre III. Que faut-il entendre par tradition ?

Chapitre IV. Tradition et religion

Chapitre V. Caractères essentiels de la métaphysique

Chapitre VI. Rapports de la métaphysique et de la théologie.

Chapitre VII. Symbolisme et anthropomorphisme

Chapitre VIII. Pensée métaphysique et pensée philosophique

Chapitre IX. Esotérisme et exotérisme

Chapitre X. La réalisation métaphysique

- Troisième partie : Les doctrines hindoues

Chapitre I. Signification précise du mot « hindou »

Chapitre II. La perpétuité du Vêda

Chapitre III. Orthodoxie et hétérodoxie

Chapitre IV. À propos du Bouddhisme

Chapitre V. La loi du Manu

Chapitre VI. Principe de l'institution des castes

Chapitre VII. Shivaïsme et Vishnuïsme

Chapitre VIII. Les points de vue de la doctrine

Chapitre IX. Le Nyâya

Chapitre X. Le Vaishêshika

Chapitre XI. Le Sankhya

Chapitre XII. Le Yoga

Chapitre XIII. Le Mîmânsâ

Chapitre XIV. Le Vêdânta

Chapitre XV. Remarques complémentaires sur l’ensemble de la doctrine

Chapitre XVI. L'enseignement traditionnel

- Quatrième partie : Les interprétations occidentales

Chapitre I. L'orientalisme officiel

Chapitre II. La science des religions

Chapitre III. Le Théosophisme

Chapitre IV. Le Vêdânta occidentalisé

Chapitre V. Dernières observations

- Conclusion

### Livres de René Guénon
- René Guénon, Introduction générale à l'étude des doctrines hindoues, Paris, Marcel Rivière, 1921, 326 p. (ISBN 978-2-85707-883-8)Édition définitive remaniée par Guénon publiée en 1952 (Éditions Véga)[HR 1]: en particulier, suppression du chap.  II de la quatrième partie (L'influence allemande) et refonte complète du chap.  IV de la troisième partie (À propos du Bouddhisme), depuis nombreuses rééditions[HR 1]. Les numéros de pages renvoient à l'édition de 1997.
- René Guénon, Le Théosophisme, histoire d'une pseudo-religion, Paris, Nouvelle Librairie Nationale (dirigée par Jacques Maritain en 1921), 1921, 314 p. (ISBN 978-1-5281-6213-5)Édition définitive avec notes additionnelles de Guénon publiée en 1928 (Librairie Valois appartenant à Georges Valois)[HR 2], depuis nombreuses rééditions[HR 2].
- René Guénon, L'Erreur spirite, Paris, Marcel Rivière, 1923, 406 p. (ISBN 2-7138-0059-5)Nombreuses rééditions, dont Éditions Traditionnelles
- René Guénon, Orient et Occident, Paris, Payot, 1924, 232 p. (ISBN 2-85829-449-6)Édition définitive remaniée par Guénon publiée en 1948 (Éditions Véga)[HR 3]: en particulier refonte de certains passages du chap.  IV de la première partie (Terreurs chimériques et dangers réels) et ajout d'un addendum[HR 3], depuis nombreuses rééditions, dont Guy Trédaniel/Éditions de la Maisnie, Paris. Les numéros de pages renvoient à l'édition de 1993.
- René Guénon, L’Ésotérisme de Dante, Paris, Ch. Bosse, 1925, 96 p. (ISBN 978-2-07-017763-9)Édition définitive avec ajout d'un titre à chaque paragraphe et certains paragraphes remaniés publiée en 1949  aux Éditions Traditionnelles[HR 4], depuis  nombreuses rééditions.
- René Guénon, L'Homme et son devenir selon le Vêdânta, Paris, Bossard, 1925, 214 p. (ISBN 2-7138-0065-X)Édition définitive remaniée par Guénon publiée en 1947 aux Éditions Traditionnelles: suppression des chapitres XI (La constitution de l'être humain selon les Bouddhistes) et XXV (La Délivrance selon les    Jainas)[HR 4]. Depuis nombreuses rééditions, dont Éditions Traditionnelles. Les numéros de pages renvoient à l'édition de 1991.
- René Guénon, Le Roi du monde, Paris, Ch. Bosse, 1927, 104 p. (ISBN 2-07-023008-2)Édition définitive remaniée par Guénon publiée en 1950 aux Éditions Traditionnelles: ajout d"un titre à chaque chapitre, certains paragraphes ont été modifiés[HR 5]. Depuis nombreuses rééditions, dont Gallimard. Les numéros de pages renvoient à l'édition de 1993.

- René Guénon, La Crise du monde moderne, Paris, Bossard, 1927, 201 p. (ISBN 2-07-023005-8)Édition définitive remaniée par Guénon publiée en 1946 aux Éditions Gallimard: quelques paragraphes ont été remaniés[HR 5]. Depuis nombreuses rééditions, dont Gallimard. Les numéros de pages renvoient à l'édition de 1973.
- Saint Bernard, Publiroc, 1929réédition Éditions Traditionnelles. Sans ISBN
- René Guénon, Autorité spirituelle et pouvoir temporel, Paris, Vrin, 1929, 118 p. (ISBN 2-85707-142-6)Édition définitive remaniée par Guénon publiée en 1947  Éditions Véga): ajout d'un titre à chaque chapitre, paragraphes modifiés, notamment pour le chapitre VI[HR 5]. Depuis nombreuses rééditions, dont (1952) Guy Trédaniel/Éditions de la Maisnie. Les numéros de pages renvoient à l'édition de 1984.
- Le Symbolisme de la Croix, Véga, 1931, 168 p. (ISBN 2-85707-146-9)multiples rééditions dont Guy Trédaniel/Éditions de la Maisnie, Paris
- Les États multiples de l'être, Véga, 1932, 116 p. (ISBN 2-85707-143-4)multiples rééditions dont Guy Trédaniel/Éditions de la Maisnie, Paris
- René Guénon, La Métaphysique orientale, Paris, Éditions traditionnelles, 1939, 30 p. (ISBN 978-2-7138-0056-6)Deuxième édition (identique à la première): Éditions traditionnelles, 1945. Depuis multiples rééditions, il s'agit de la transcription d'une conférence donnée à la Sorbonne le 17 décembre 1925. Les numéros de pages renvoient à l'édition de 1997.
- Le Règne de la Quantité et les Signes des Temps, Gallimard, 1945multiples rééditions
- Les Principes du Calcul infinitésimal, Gallimard, 1946multiples rééditions
- René Guénon, Aperçus sur l'Initiation, Paris, Éditions Traditionnelles, 1946, 303 p. (ISBN 2-7138-0064-1)multiples rééditions. Les numéros de pages renvoient à l'édition de 1996 (Éditions traditionnelles).
- René Guénon, La Grande Triade, Paris, Gallimard, 1946, 214 p. (ISBN 978-2-07-023007-5)multiples rééditions. Les numéros de pages renvoient à l'édition de 1957 (Gallimard).

### Recueils posthumes d'articles de René Guénon
- Initiation et Réalisation spirituelle, Éditions Traditionnelles, (1952). (ISBN 978-2-7138-0058-0).
- Aperçus sur l'ésotérisme chrétien, Éditions Traditionnelles (1954). ISBN (?).
- René Guénon, Symboles de la Science sacrée, Paris, Gallimard, 1962, 437 p. (ISBN 2-07-029752-7)Première édition 1964[HR 6], depuis multiples rééditions.
- René Guénon, Études sur la Franc-maçonnerie et le Compagnonnage, Tome 1, Paris, Éditions Traditionnelles, 1964, 314 p. (ISBN 2-7138-0066-8)Première édition 1964[HR 6], depuis multiples rééditions.
- René Guénon, Études sur la Franc-maçonnerie et le Compagnonnage, Tome 2, Paris, Éditions Traditionnelles, 1964, 320 p. (ISBN 978-2-7138-0067-2)Première édition 1964[HR 6], depuis multiples rééditions.
- Études sur la Franc-maçonnerie et le Compagnonnage, Tome 2, (1965) Éditions Traditionnelles, Paris.  (ISBN 2-7138-0067-6).
- René Guénon, Études sur l'Hindouisme, Paris, Éditions Traditionnelles, 1989, 288 p. (ISBN 978-2-7413-8020-7)Première édition 1968[HR 6], depuis multiples rééditions. Les numéros de pages renvoient à l'édition de 1989 (Éditions traditionnelles).
- Formes traditionnelles et cycles cosmiques, Gallimard, Paris (1970).  (ISBN 2-07-027053-X).
- Aperçus sur l'ésotérisme islamique et le taoïsme, Gallimard, Paris, (1973).  (ISBN 2-07-028547-2).
- Mélanges, Gallimard, Paris, (1976).  (ISBN 2-07-072062-4).
- Comptes rendus, Éditions traditionnelles (1986).  (ISBN 2-7138-0061-7).
- Écrits pour REGNABIT, Archè Edizioni (1999).  (ISBN 887252-216-1).
- Psychologie, Archè Edizioni (2001).  (ISBN 8872522315).
- Articles et Comptes Rendus, Tome 1, Éditions Traditionnelles (2002). (ISBN 2-7138-0183-4).
- Recueil, Rose-Cross Books, Toronto (2013). (ISBN 978-0-9865872-1-4).

### Ouvrages au sujet de René Guénon
- Abd Ar-Razzâq Yahyâ (Ch.-A. Gilis) : Tawhîd et Ikhlâs, Aspects ésotériques, Le Turban noir, 2006, Paris.
- Accart, Xavier : L'Ermite de Duqqi, Archè.  (ISBN 88-7252-227-7). (Notes.)
- Xavier Accart, René Guénon ou le renversement des clartés : Influence d'un métaphysicien sur la vie littéraire et intellectuelle française (1920-1970), Paris, Archè EDIDIT, 2005, 1222 p. (ISBN 978-2-912770-03-5)Préface d'Antoine Compagnon
- Barazzetti, Enrico : L'espace symbolique. Développements du symbolisme mathématique des états multiples de l'être, Archè, Milano, 1997.
- Batache, Eddy : Surréalisme et Tradition, Éditions traditionnelles. Sans ISBN.
- David Bisson, René Guénon, une politique de l'esprit, Paris, Pierre-Guillaume de Roux, 2013, 528 p. (ISBN 978-2-36371-058-1)
- Paul Chacornac, La Vie simple de René Guénon : Illustrations de Pierre Chaux, Paris, Les Editions Traditionnelles, 2000, 130 p. (ISBN 2-7138-0028-5)
- David Gattegno, Guénon : qui suis-je?, Puiseaux (France), Pardès, 2001, 128 p. (ISBN 2-86714-238-5)
- Geay, Patrick : Hermès Trahi : Impostures philosophiques et néo-spiritualisme d'après l'œuvre de René Guénon Dervy.  (ISBN 2-85076-816-2).
- Geay, Patrick : Mystères et significations du Temple maçonnique, Dervy, Paris, 2000.  (ISBN 2-84454-056-2). (Notes.)
- Charles-André Gilis, Introduction à l'enseignement et au mystère de René Guénon, Paris, Les Éditions de l'Œuvre, 1999, 144 p. (ISBN 2-904011-03-X)
- Gilis, Charles-André : Introduction à l'enseignement et au mystère de René Guénon, Les Éditions de l'Œuvre, Paris.  (ISBN 2-904011-03-X).
- Gilis, Charles-André : Les Sept Étendards du Califat, Éditions traditionnelles.  (ISBN 2-7138-0141-9).
- Gilis, Charles-André : René Guénon et l'avènement du troisième Sceau. Éditions Traditionnelles, Paris.  (ISBN 2-7138-0133-8).
- Grison, Pierre et Jean-Louis, Deux aspects de l’œuvre de René Guénon. France Asie, Saïgon, 1953.
- Grossato, Alessandro : Psychologie (attribué à René Guénon), Archè.  (ISBN 88-7252-231-5). (Notes.)
- Hapel, Bruno : René Guénon et l'Archéomètre, Guy Trédaniel, Paris.  (ISBN 2-85707-842-0).
- Hapel, Bruno : René Guénon et l'esprit de l'Inde, Guy Trédaniel, Paris.  (ISBN 2-85707-990-7).
- Bruno Hapel, René Guénon et le Roi du Monde, Paris, Guy Trédaniel, 2001, 258 p. (ISBN 2-84445-244-2)
- Marie-France James, Ésotérisme et christianisme : autour de René Guénon, Paris, Nouvelles Éditions Latines, 1981, 476 p. (ISBN 2-7233-0146-X)
- Jean-Pierre Laurant, Le sens caché dans l'œuvre de René Guénon, Lausanne, Suisse, L'âge d'Homme, 1975, 282 p. (ISBN 2-8251-3102-4)
- Jean-Pierre Laurant, « Cahiers de l'Herne » : René Guénon : sous la direction de Jean-Pierre Laurant avec la collaboration de Paul Barba-Negra (ed.), Paris, Éditions de l'Herne, 1985, 457 p. (ISBN 978-2-85197-055-8)
- Jean-Pierre Laurant, L'Ésotérisme, Paris, Les Éditions du Cerf, 1993, 128 p. (ISBN 2-7621-1534-5)
- Jean-Pierre Laurant, René Guénon, les enjeux d'une lecture, Paris, Dervy, 2006, 400 p. (ISBN 2-84454-423-1)
- Abdel-Halim Mahmoud, René Guénon, Un soufi d'Occident, Paris, AlBouraq, 2007, 182 p. (ISBN 978-2-84161-339-7 et 2-84161-339-9)
- Maxence, Jean-Luc : René Guénon, le Philosophe invisible, Presses de la Renaissance, Paris.  (ISBN 2-85616-812-4). (Notes.)
- Mercier, Raymond : Clartés Métaphysiques, Éditions Traditionnelles, Paris. Sans ISBN.
- Lucien Méroz, René Guénon ou la sagesse initiatique, Paris, Plon, 1962, 249 p. (ASIN B00745ODFW)
- Montaigu, Henry : René Guénon ou la mise en demeure. La Place Royale, Gaillac (France).  (ISBN 2-906043-00-1).
- Nutrizio, Pietro (e altri) : René Guénon e l'Occidente, Luni Editrice, Milano/Trento, 1999.
- Prévost, Pierre : Georges Bataille et René Guénon, Jean Michel Place, Paris.  (ISBN 2-85893-156-9).
- Reyor, Jean : Études et recherches traditionnelles, Éditions Traditionnelles, Paris.  (ISBN 2-7138-0134-6).
- Reyor, Jean : Quelques souvenirs sur René Guénon et les Études traditionnelles, « Dossier confidentiel inédit ».
- Reyor, Jean : Sur la route des Maîtres maçons, Éditions Traditionnelles, Paris. Sans ISBN.
- Patrick Ringgenberg, Diversité et unité des religions chez René Guénon et Frithjof Schuon, Paris, Ed. L'Harmattan, 2010, 384 p. (ISBN 978-2-296-12762-3, lire en ligne)
- Jean Robin, René Guénon,  témoin de la Tradition, Paris, Guy Trédaniel Éditeur, 1978, 348 p. (ISBN 2-85707-026-8)
- Sablé, Éric, René Guénon, Le visage de l'éternité, Éditions Points, 2013,  (ISBN 978-2-7578-2857-1).
- Sedgwick, Mark J. : Contre le monde moderne, Paris, Ed. Dervy, 2008, 396 p.
- Paul Sérant, René Guénon, Paris, Le Courrier du livre, 1977, 232 p. (ISBN 2-7029-0050-X)
- Tamas, Mircea A : René Guénon et le Centre du Monde, Rose-Cross Books, Toronto, 2007,  (ISBN 978-0-9731191-7-6)
- Tourniac, Jean : Melkitsedeq ou la tradition primordiale, Albin Michel, Paris.  (ISBN 2-226-01769-0).
- Tourniac, Jean : Présence de René Guénon, t. 1 : L'œuvre et l'univers rituel, Soleil Natal, Étampes (France).  (ISBN 2-905270-58-6).
- Tourniac, Jean : Présence de René Guénon, t. 2 : La Maçonnerie templière et le message traditionnel, Soleil Natal, Étampes (France).  (ISBN 2-905270-59-4).
- Jean Ursin, René Guénon, Approche d'un homme complexe, Paris, Editions Ivoire-Clair, 2005, 127 p. (ISBN 2-913882-31-5)
- Michel Vâlsan, L'Islam et la fonction de René Guénon, Paris, Publié dans les Études traditionnelles en Janvier-Février 1953 et devenu depuis le chapitre II de L'Islam et la Fonction de René Guénon, 1984-ii(lire en PDF sur le site de Science sacrée)
- Vâlsan, Michel : La fonction de René Guénon et le sort de l'Occident(lire en PDF sur le site de Science sacrée), Études traditionnelles, Paris, 1951
- Vâlsan, Michel : L'Islam et la fonction de René Guénon, Science sacrée, 2016  (ISBN 9782915059113)
- Michel Vâlsan, Références islamiques du « symbolisme de la croix », Paris, Publié dans les Études traditionnelles en 1971 et devenu depuis le chapitre V de L'Islam et la Fonction de René Guénon, 1984-v(lire en PDF sur le site de Science sacrée)
- Jean Vivenza, Le Dictionnaire de René Guénon, Grenoble, Le Mercure Dauphinois, 2002, 568 p. (ISBN 2-913826-17-2)
- Jean Vivenza, La Métaphysique de René Guénon, Grenoble, Le Mercure Dauphinois, 2004, 176 p. (ISBN 2-913826-42-3)
- Vivenza, Jean-Marc : René Guénon et le Rite Écossais Rectifié, Les Éditions du Simorgh, 2007.  (ISBN 2-915769-03-6).
- Vivenza, Jean-Marc : René Guénon et la Tradition primordiale, Les Éditions du Simorgh, 2012. (ISBN 2-915769-18-4).